# Dungiven

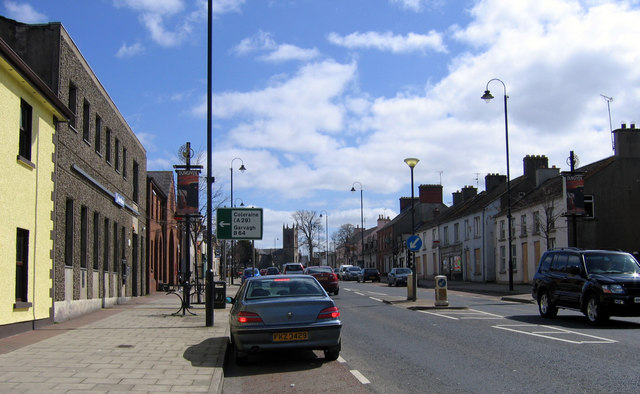
Main Street von Dungiven

Dungiven (irisch: Dún Geimhin) ist eine Stadt im in der historischen Grafschaft Londonderry in Nordirland in der Nähe des Glenshane-Bergpasses. Der Ort liegt an der A6, der Hauptstrecke zwischen Derry City und Belfast, und am südlichen Ende der A68, die Dungiven mit Limavady verbindet. Beim Census 2001 wurde die Einwohnerzahl von Dungiven mit 2993 Personen ermittelt. Hiervon waren 96,8 % katholisch und 3,1 % protestantisch. Dungiven gehört zum District Causeway Coast and Glens.

## Sehenswürdigkeiten
Wichtigste historische Sehenswürdigkeiten sind die Überreste einer Augustinerabtei aus dem 11. Jahrhundert sowie die Grabanlage des O'Cahan-Clans. Banagher Old Church ist die Ruine eines Kirchenschiffs aus dem frühen 12. Jahrhundert.
Die Steinkreise und Steinreihen von Aughlish liegen südwestlich von Dungiven. Das Wedge Tomb von Boviel (auch Cloghagalla oder Cloghnagalla genannt) liegt östlich von Dungiven. Ein etwa zwei Meter hoher und etwa einen Meter breiter Menhir steht auf einem Hügel im Ort.

## Söhne und Töchter der Stadt
- Kevin Lynch (1956–1981), INLA-Mitglied und Toter des Hungerstreiks von 1981. Nach Lynch ist der Hurling-Club von Dungiven benannt.[2]
- Cara Dillon (* 1975), irische Folk-Sängerin